# 老隆戰鬥
老隆戰鬥發生於1920年9月2日，地點則是在中國粵東的老隆。是北洋政府時期內戰之一，交戰兩方為桂軍的莫榮新及粵軍的陳炯明，最後，粵軍陳炯明獲勝，桂軍敗，粵軍佔領廣東東部的老隆。